# Hazrat Ishaan
Pour l’article homonyme, voir Hazrat Ishaan (titre).
Hazrat Khwaja Sayyid Mir Khawand Mahmud ibn Sharif Naqshbandi, aussi connu par le nom Hazrat Ishaan Shah Saheb, est un savant et saint musulman sunnite de Boukhara, né en 1563 et mort le 4 novembre 1642.

## Biographie

### Ascendance
Hazrat Ishaan était un sayyid, un descendant direct de Mahomet par sa fille Fatima et son mari Ali, le quatrième calife bien guidé et premier Imam. Deux lignées de Hazrat Ishaan sont connues par les historiens. D'une lignée il est un descendant direct du septième Imam Moussa al-Kazim, par son fils Ibrahim al Murtadha et le savant et saint musulman Sayyid Alauddin Atar, qui était le successeur et beau-fils de Bahâ’uddin Naqshband, le fondateur de l'ordre soufi de Naqshbandiyya. Par l'autre lignée, il est également sayyid, par Bahâ’uddin Naqshband, descendant du onzième imam Hasan al-Askari, par son fils Sayyid Ali Akbar.

### Famille
Hazrat Ishaan est le deuxième fils de Hazrat Khwaja Sayyid Mir Sharif. Son grand-frère Khwaja Khawand Muhammad, est aussi connu sous le nom persan de Khwand Aftab (soleil), saint musulman.

#### Lignages[3]
Lignage de descendants populaire de Hazrat Ishaan
1. Mahomet (570c-632c)
2. Ali (600c-661) et Fatima Al Zahra (606c-632)
3. Imam Hussain Shaheede Reza (626-680)
4. Ali Zayn al-Abidin (658-713)
5. Muhammad al Baqir (en) (676-743)
6. Ja'far al-Sâdiq (702-765)
7. Moussa al-Kazim (745-799)
8. Abu Qasim Sayyid Mir Hamza
9. Sayyid Mir Qasim
10. Sayyid Mir Ahmad
11. Sayyid Mir Muhammad
12. Sayyid Mir Ismail Muhammad Hakim
13. Khwaja Sayyid Mir Latif
14. Khwaja Sayyid Mir Muhammad
15. Khwaja Sayyid Mir Kulal
16. Khwaja Sayyid Mir Ahmad
17. Khwaja Sayyid Mir Hashim
18. Khwaja Sayyid Mir Mustaali
19. Khwaja Sayyid Mir Dost Ali
20. Khwaja Sayyid Mir Muhammad Latif
21. Khwaja Sayyid Mir Abdullah
22. Khwaja Sayyid Mir Muhammad Shamah
23. Khwaja Sayyid Mir Latifullah
24. Khwaja Sayyid Mir Ruhollah
25. Khwaja Sayyid Mir Baitullah
26. Khwaja Sayyid Mir Nimatullah
27. Khwaja Sayyid Mir Azimullah
28. Khwaja Sayyid Mir Muhammad Hasan, mariée à une descendante de Hazrat Ishaan
29. Khwaja Sayyid Mir Fazlullah, frère de Hazrat Khwaja Sayyid Mir Jan et Hazrat Khwaja Sayyid Mahmud Agha
30. Sayyid Mir Muhammad Jan

Lignage de Hazrat Ishaan lui-même
1. Mahomet (570c-632c)
2. Ali (600c-661) and Fatima Al Zahra (606c-632)
3. Imam Hussain
4. Ali Zayn al-Abidin (658-713)
5. Muhammad al Baqir (en) (676-743)
6. Ja'far al-Sâdiq (702-765)
7. Moussa al-Kazim (745-799)
8. Ali al Reza (765-818)
9. Muhammad al Taqi (811-835)
10. Ali al Hadi (828-868)
11. Hasan al-Askari ou Hasan Askari ibn Ali Naqi (846-874)
12. Sayyid Ali Akbar (en) Imamzadeh Sayyid Mir Ali Akbar (869c-?)
13. Sayyid Mir Mahmud Faxriddin
14. Amir Sayyid Mir Muhyuddin
15. Amir Sayyid Mir Khalwati
16. Amir Sayyid Mir Naqi Naqib
17. Sayyid Mir Ilaq
18. Sayyid Mir Mahmud
19. Sayyid Burhan Qilchy
20. Sayyid Mir Shaaban
21. Sayyid Mir Qasim
22. Sayyid Mir Zayn ul Abedin
23. Sayyid Mir Abdullah
24. Sayyid Mir Burhanuddin Qilichiy
25. Amir Sayyid Mir Jalalludin Muhammad Bukhari
26. Amir Sayyid Burhanuddin Muhammad Bukhari
27. Hazrat Khwaja Bahauddin Naqshband (1318-1389)
28. Bint Hazrat Bahauddin Naqshband (épouse de Khwaja Hazrat Alauddin Atar)
29. Hazrat Khwaja Sayyid Mir Hussain Atar Bukhari
30. Hazrat Khwaja Sayyid Mir Tajuddin Hussain
31. Hazrat Khwaja Sayyid Mir Muhammad
32. Hazrat Khwaja Sayyid Mir Zia ul Din
33. Hazrat Khwaja Sayyid Mir Sharif
34. Hazrat Khwaja Sayyid Mir Khawand Mahmud, connu comme Hazrat Ishaan Shah Saheb

### Éducation et voyage spirituelle
Hazrat Ishaan, éduqué par son père, est marqué par les instructions de ses ancêtres. Il étudie dans les facultés royales, en théologie islamique, les fondamentaux des diverses disciplines, dont la jurisprudence islamique (Fiqh) et la philosophie islamique. 
Il est aussi formé en tariqa (spiritualité islamique) par le saint islamique Shah Ishaq Dahbidi, fondateur de l'ordre de l'Ishaqiyya, sous-ordre de l'ordre naqshbandi, actif à l'est du Turkestan. Il devient Khalifat autorisé par son maître Shah Ishaq Dabidi, qui l'envoie à Lahore, pour propager les instructions de l'ordre Ishaqiyya. 
Il préfère se rendre à Srinagar (Cachemire). Il y attire les gens, qui le suivent fidèlement. Sa piété devient populaire en Asie centrale, avec des centaines de milliers de disciples au Khorassan, l'Afghanistan moderne, principalement à Kaboul, Hérat, Kandahar. Il envoie beaucoup de ses disciples en Asie centrale, dont deux au Tibet. Contrairement aux autres maîtres Naqshbandis, il attire beaucoup de fidèles, y compris de l´état Moghol. L'empereur moghol Jahangir l'invite à la cour impériale, à Agra. Il s'y rend plusieurs fois, sans réussir à établir des relations durables avec la cour, en raison de l'influence de l´ordre Jubairiyya, un autre ordre naqshbandi. Il retourne donc au Cachemire, où il s'implique dans un combat contre la communauté chiite à Srinagar. Shâh Jahân le convoque à Delhi en 1636, tout en lui interdisant de se rendre désormais à Srinagar. 
Hazrat Ishaan vit ses six dernières années à Lahore, où il meurt,.

## Succession
Son successeur au Cachemire est son fils Moinuddin Naqshband, qui devient le saint patron populaire de Srinagar. Son autre fils Bahauddin lui succède à Lahore. Selon la doctrine islamique Uwaisi, qui indique la connexion spirituelle entre deux personnes, Mir Jan Shah Saheb (1800-1901), descendant de Hazrat Ishaan, savant et saint islamique, est le successeur uwaisi de son ancêtre maternel Hazrat Ishaan. Pour beaucoup de soufis naqshbandis, Hazrat Ishaan est un Insan-i-Kamil, (le parfait homme) (en persan), parce qu'il est un Ghawth, un successeur du prophète Mahomet.